# アート・ウッド
アート・ウッド（Art Wood、1937年7月7日 - 2006年11月3日）は、イングランドのブルース、ポップス、ロック歌手。ジ・アートウッズのリーダー。後にグラフィック・アーティストになった。
ローリング・ストーンズのロン・ウッドの実兄である。

## 生涯
1937年に生まれ、ミドルセックス州ユーズリーの村に育つ。1950年、イーリング美術学校に入学するが、美術やグラフィックデザインに加えて音楽への関心を持つようになった。
1955年から2年間の兵役に就く。その後、ウィルトシャー州のデバイセズでスキッフル・グループを結成した。1958年にロンドンに戻り、R&Bグループのアート・ウッド・コンボを結成して、チャック・ベリーやファッツ・ドミノなどの曲を演奏した。
1962年までにアレクシス・コーナーのブルース・インコーポレイテッドと共に定期的に演奏を行ない、メンバーのチャーリー・ワッツやシリル・ディヴィスと共演した。しかし彼等がロング・ジョン・バルドリーをリード・シンガーに迎えると、ウッドはジョン・ロード（オルガン）、キーフ・ハートリー（ドラム）らとジ・アートウッズを結成した。
ジ・アートウッズは商業的に成功せず、1967年に分裂した。ウッドは1969年に弟のロン、ロッド・スチュワート、ロニー・レーン、イアン・マクレガン、キム・ガードナーと共にクワイエット・メロンを結成。彼等は4曲を録音して、テープをウッドとの契約を解除したフォンタナ・レコードに渡した。その後、ウッドは音楽業界から引退し、ガードナーはアシュトン・ガードナー・アンド・ダイク、残るメンバーは後にフェイセズを結成した。
ウッドはもう一人の兄弟テッドと共にグラフィックデザインの会社を設立。一方、セミ・プロフェッショナル・バンドのダウンライナーズ・セクトに参加したほか、しばしばジ・アートウッズを再結成して弟のロンをゲストに招いた。
2006年、前立腺癌のためロンドンで死去。69歳だった。